# 歌うたい25 SINGLES BEST 2008〜2017
『歌うたい25 SINGLES BEST 2008〜2017』（うたうたい トゥエンティファイブ シングルス・ベスト 2008〜2017）は、斉藤和義の通算5作目のベスト・アルバム。2018年7月25日発売。発売元はSPEEDSTAR RECORDS。規格品番：VICL-66025～27（斉藤選曲裏ベストCD・25周年記念バブルヘッド人形付初回限定盤A[10,000セット限定品]規格品番：VIZL-2025、斉藤選曲裏ベストCD付初回限定盤B規格品番：VIZL-2026）

## 概要
斉藤のデビュー25周年を記念して、2008年以降発表の配信限定リリース楽曲を含むシングル表題曲を2枚、カップリング曲を1枚にまとめたCD3枚組のベスト・アルバム。
初回限定盤A,Bのみ1作目〜18作目のオリジナル・アルバムから1曲ずつ[16枚目を除く]斉藤選曲による裏ベストを加えた4枚組。
更に初回限定盤Aは4枚組の他に25周年記念バブルヘッド人形付で10,000セット限定販売。三方背BOX・デジパック仕様。

## 収録曲
全曲　作詞・作曲・編曲:斉藤和義

### Disc 1
1. やぁ 無情　（4：31）
2. おつかれさまの国　（4：46）
3. ドント・ウォーリー・ビー・ハッピー　（4：08）
4. COME ON!　（4：48）
5. ずっと好きだった　（4：06）
6. Stick to fun! Tonight!　（3：10）
7. Small Stone　（6：09）
8. 雨宿り　（5：25）
9. やさしくなりたい　（5：17）
10. 満男、飛ぶ　（6：05）
11. 月光　（4：56）
12. ひまわりの夢　（2：59）
13. ワンモアタイム　（4：59）
14. Always　（4：48）
15. かげろう　（5：17）

### Disc 2
1. Endless（シングルバージョン）　（3：30）
2. ワンダーランド　（4：07）
3. 攻めていこーぜ！（シングルバージョン）　（3：53）
4. 傷口　（4：42）
5. マディウォーター　（3：55）
6. ひまわりに積もる雪　（4：56）
7. 行き先は未来　（3：16）
8. 遺伝　（4：57）
9. はるかぜ　（4：35）
10. I'm a Dreamer　（3：59）
11. 始まりのサンセット　（4：50）
12. [Bonus Track] FISH STORY　（4：58）
13. [Bonus Track] ランナウェイ〜こんな雨じゃ〜　（4：33）
14. [Bonus Track] 幸福な朝食　退屈な夕食（新録）　（8：10）

### Disc 3　Collection "B" 2008～2017
1. FOOLS（※ICEカバー曲）　（5：08）
2. やわらかな日（スタジオアコースティックバージョン）　（5：35）
3. 黒塗りのセダン　（3：41）
4. ハローグッバイ〜Epilogue〜　（5：00）
5. ドント・ウォーリー・ビー・ハッピー〜Acoustic Version〜　（4：05）
6. 愛の灯　（4：16）
7. 雪どけ　（6：43）
8. ウームの子守唄　（3：57）
9. あいされたいやつらのひとりごと　（2：48）
10. メトロに乗って　（5：17）
11. 今夜、リンゴの木の下で　（5：20）
12. Hello! Everybody!　（4：19）
13. 幸せハッピー（※HIS<細野晴臣/忌野清志郎/坂本冬美>カバー曲）　（3：38）
14. カーラジオ　（4：27）
15. キミの涙　（2：01）
16. ダイアモンドリング　（2：47）
17. Call me Now　（5：43）

### Disc 4 初回限定盤A/B特典CD：斉藤和義選曲による裏ベスト1993～2017
1. 好きな人の手　（7：28）
2. 素敵な匂いの世界　（7：05）
3. 寒い冬だから　（3：03）
4. FIRE DOG　（3：56）
5. ドライブ　（5：29）
6. 月影　（4：58）
7. マリリン　（3：10）
8. Mojo Life　（3：44）
9. 赤いヒマワリ　（2：41）
10. わすれもの　（4：48）
11. アメリカ　（4：14）
12. SUNDAY　（3：26）
13. I Love Me　（3：55）
14. 映画監督　（3：41）
15. Are you ready?　（4：44）
16. ギター　（3：36）
17. それから　（5：03）
18. シンデレラ　（4：57）